# 행주 도하 작전
행주도하 작전은 한국 전쟁 초기 퇴로가 막힌 국군 제1사단이 김포 반도와 행주 지역에서 한강 이남으로 감행한 남진 도하 작전이다.

## 배경
당시 개성, 문산 전투에서 패하고 봉일천 전투에서 뜻밖으로 반격작전을 수행한 제1사단 전술지휘소는 주저항선의 회복도 실현될 수 있을 것으로 낙관하고 있던 중 6월 28일 정오 서울이 북한군의 수중에 들어갔다는 불확실한 첩보가 입수되었고, 14:00경에는 녹번리에 북한군 전차가 나타나 도로를 차단하고 있다는 사실이 확인되었다.
제1사단장 백선엽 대령은 전날 육군본부 작전지도반장이 한강도하 철수를 권고한 사실과 서울의 전황을 상기하고 한강을 도하할 수밖에 다른 방법이 없음을 직시하여 행주 및 이산포 나루터를 도하지점으로 선정하고 철수명령을 하달하였다.

## 전투 과정
6월 27일 제15연대의 철수에 따라 사단은 금촌 북쪽의 주진지 회복을 위한 반격명령을 하달하였으나 밤 사이에 우회침투한 북한군의 양습으로 우일선 제13연대가 태반의 주진지를 상실하여 천명과 더불어 동거리 남쪽에서 저지진지를 편성케 되었다.
한편 제2선에 배치된 제11연대가 밤사이에 난데없이 주저항선 부대가 되어 이날 05:30에는 좌일선 제1대대가 북한군의 급습을 맞게 되었다.
이리하여 해대대는 1번도로상으로 집중하는 대대규모의 북한군을 진전에서 저지코자 전 화력을 집중시키는 동시에 포병화력까지 지원받아 이들의 충세를 꺾었다.
그러나 날이 밝자 또 한 무리의 추적이 서측을 위협하였다. 연대장 최경록 대령은 대대로부터 긴급보고를 받자 금촌 북쪽에서 공격준비를 갖춘 김재명 소령이 이끄는 제3대대로 하여금 예정된 공격개시시간보다 40분이 빠른 07:20에 제1대대 서측으로 기동케 하여 북한군을 측방으로부터 구축토록하는 한편 08:10에는 봉일천에 배치된 정영홍 소령이 이끄는 제2대대를 등원리방향으로 공격케 하였다.
이리하여 연대의 각 제대가 일제히 전방에 나서게 되자 사단장은 해연대와 제13연대와의 벌어지게 될 간격을 보전하기 위하여 박희동 소령이 이끄는 제20연대 3대대를 제11연대의 동쪽에서, 그리고 서울특별연대의 혼성병력을 다시 그 동측에서 공격토록 하였다.
이리 하여 이날 11:15에는 이들 제대가 내화산-79고지-두분동, 그리고 국도 동측의 둔전동을 연하는 선까지 진출하였다. 그런데 이날 정오무렵에 서울 함락 소식을 전해들은 사단장은 이의 대책을 강구키 위하여 예하 주요지휘관을 사단 지휘소에 긴급소집하였는데 이 때에 입수된 첩보는 북한군이 서울 시내에 침입하고, 이미 한강교가 폭파되었다는 것이었다.
이러한 첩보를 뒷받침하듯이 사단의 환자후송차량이 서울시내에 들어가다가 북한군 전차가 녹번리 도로를 차단하고 있는 것을 보고 사단으로 되돌아왔고, 또한 수색에 탄약수령차 갔던 보급차량이 도중에 사격을 받고 돌아오는 등으로 서울에 이르는 후방도로가 차단되었음을 뒤늦게 알게 되었다.
따라서 고립된 상황 하에서 여하히 행동하느냐가 초미의 문제로 대두되었는데 여기에서 사단장이 내린 결심은 6월 30일 08:00까지 전 부대를 시흥으로 철수집결한다는 것이었다.
그리하여 사단장 백선엽 대령은 도하장의 선정에 대하여 선임연대장인 제11연대장 최경록 대령과 제15연대장 최영희 대령에게 의견을 물었는데 이에 대하여 최경록 대령은 이산포를 최영희 대령은 행주나루터를 각각 건의하게 되었다.
이렇듯 2개 도하장을 보고받은 사단장은 사단의 주력을 동시에 철수시키려면 최소한 2개 도하장소가 필요할 것으로 보고 이들 양 연대장에게 세부적인 도하지점의 선정과 도하장의 사전준비를 위하여 현지를 실지정찰할 것을 지시하고, 사단장 자신도 이날 오후에 이산포와 행주등지를 돌아보았는데 행주의 도하준비를 맡은 최영희 대령은 그 부근의 창고를 헐어서 그 재목으로 선착장을 만들고 배 2척을 묶어서 차량을 운반할 수 있게끔 준비하였다.
또한 오재기 중위로 하여금 김포쪽에 대한 정찰을 시켰던 바 이미 대규모의 북한군이 비행장을 점령한 사실을 알게 되어 도하장 부근에 집결된 부대 중 병력 1개 소대를 뽑아 양대안과 차안변에 대한 경계에 임하도록 아어 조치하였다.
한편 앞서 회의에서 철수명령이 내려지자 각부대별로 빠르게 철수한 부대들도 있었으나 대부분은 이날 15:30에서 16:00사이에 철수하게 되었다. 그러다 공격중인 최전선부대까지 명령이 잘 전달 되지 않는 곳도 있었다.
즉 서울특별연대장 유해준 중령은 전방에 나갔다가 작전회의에 참석치 못한 관계로 철수에 관한 사정을 모르고 있었으며 또한 제20연대 3대대장 박희동 소령은 공격도중에 인접 부대가 없어진 것을 알고 뒤늦게 철수하여야만 하였다.
특히 이들 제5사단에서 증원된 부대들은 해지역의 그 지역의 군사지도를 보급받지 못한 채 전방에 투입된 까닭으로 철수시 병력수습에 어려운 고비를 여러 번 넘겨야만 하였다.
한편 제13연대장 김익열 대령은 사단의 작전회의가 끝난 뒤 고양 남쪽 하천 제방에서 연대 자체의 지휘관회의를 열고 철수문제를 논의하였는데 이 자리에서 제1대대장 김진위 소령은 최후의 일각까지 싸우다가 옥쇄하자고 제의한데 반하여 제2대대장 윤천봉 소령과 제3대대장 유재성 소령은 삼각산에 들어가서 유격전을 전개하여 우군이 반격하여 올 때까지 항전하자고 하였다.
또한 작전주임 최대명 소령은 『사면초가인데 별수 있느냐, 차라리 부하들을 각개 행동케 하고 우리는 자결을 하자』고까지 하였다. 그러나 자결문제에 대하여서는 모두가 반대하였고 이때 미군 폭격기가 문산을 폭격하는 것을 보고 『미군이 참전한 이상 우리가 주저할 것이 없다. 한강을 건너서 싸우자.』고 연대장 김익열 대령이 결론을 내렸다.
우선 연대 헌병대장 박충치 소령으로 하여금 헌병을 지휘하여 행주에서 연대의 도하준비를 하도록 조치하고 부대의 철수는 제2, 1, 3대대 순으로 결정하였으며 제3대대는 연대본부 병력까지 통합 지휘하여 주력부대의 철수를 엄호한 다음에 철수하라고 지시하였다.
이리하여 각 대대는 철수하기 시작하고, 연대장 자신도 작전주임 최대명 소령을 대동하여 연대의 무선지휘망인 3/4톤 통신차 1대를 뒤따르게 하여 행주에 내려와 도하장을 확인한 다음 무전기로써 철수부대를 능곡-행주방향으로 유도하였으나 교신상태가 좋지않아 행주에서 다시 봉일천으로 향하였다.
그러나 능곡에 올라왔을 때에는 이미 봉일천-능속간의 312번도로가 철수차량과 병력등으로 길이 막혔으므로 능곡에서 내려오는 2개대대와 연대직할대를 행주로 유도하다가 이들과 함께 이날 밤 소형배 5척을 할당받아 도하하게 되었다.
한편, 제11연대는 사단의 작전회의가 끝나는 즉시 공격중인 전방대대에게 철수명령을 하달하는 등으로 철수준비를 서두르고 있었는데, 이날 15:30이 되어 돌연 연대의 후방으로부터 북한군의 박격포사격을 받게 되었다.
북한군 기마대가 연대 동측방에 있는 은골로부터 연대후방지역을 기습하는 한편 그들의 일부 보병부대가 철수시의 혼란을 틈타 이날 아침까지 제2대대가 확보하고 있던 봉일천의 111고지에 나타나, 연대 관측소가 있는 동측지 서측방의 독립고지와 107고지 남쪽에 있는 연대 지휘소 지역에 박격포사격을 개시한 것이다. 마치 연대가 적의 포위망 속에 갇히게 된 양 적 포탄이 후방으로부터 날아오자 일대 혼란을 빚게 되었다.
즉 관측소에서 철수준비 중이던 최일영대위는 재빠르게 관측소 요원을 인솔하여 적의 포격을 피하면서 일산으로 철수하고, 연대 지휘소 주변에서 보급품을 후송하려던 보급장교 한근호 중위는 보급하사관 윤기열 중사등과 같이 우선 대기시켜 놓은 차량에 총기류부터 적재하고 이어서 탄약과 식량(백미 100여입)을 차에 실으려 하였다.
그러나 때마침 북한군 포탄이 그 옆에 쌓아둔 탄약상자에 낙탄하였으므로 이의 연쇄폭발을 피하여 그길로 차를 몰아 일산으로 빠져나왔다. 이무렵 사단 지휘소가 철수한 뒤의 봉일천 초등학교에서는 원인 모르는 화염이 하늘로 치솟고 있었다.
그리고 제 11연대의 주력은 이러한 광경을 멀리 바라보면서 일산을 거쳐 이날 저녁무렵에 이산포에 당도하게 되었다. 그리하여 그 부근에서 수집한 소형어선으로 도하하였는데 행주나루터나 이산포할 것 없이 운집한 각 부대의 전투요원들은 앞을 다투어 도하에 혈안이 되었다.
이러한 요인은 배가 대안에 건너가기만 하면 제대로 돌아오지 않는 데에 문제가 있었으나 이보다도 소속을 달리하는 여러 부대가 통제를 무시하고 도하순서를 지키려 하지 않는 데에 근본문제가 있었다.
따라서 이들은 상류나 하류지역을 더듬어서 배를 구하여 도하하거나 뗏목을 만들어 건너는 등으로 아예 질서라곤 찾을 수가 없었다. 그리고 거개의 장교가 계급장을 떼고 있어 누가 장교인지 알 수 없었을 뿐 아니라 어느새 사복을 한 사람도 적지 않았으니, 여기에는 상관이나 부하도 없었다.
더욱이 각부대의 철수차량이 이곳에 집중되어 유기되었던 관계로 차량으로 이곳까지 후송된 전상자에 대하여서도 도하의 우선권이나 이들을 위하여 손을 쓰는 사람이 없었으므로 이들은 체념한 나머지 차내에서 자결하겠다며 수류탄을 달라고 했고 더러는 차라리 쏴달라도 호소하는 자도 있었다. 여기에는 다만 대등한 인간으로서 어떻게 하면 배를 구하여 도하하느냐 하는 이성을 잃은 인간들의 삶의 추구만이 온 강변을 지배하였다.
그리고 제13연대 수색중대의 김호 소위, 제7중대의 김홍주 소위 그리고 고모 중위등은 행주를 목표로 철수하다가 전세의 불리를 개탄한 끝에 자결하였다.
김호 소위 선임하사관 홍원기 상사에게 먼저 가라고 한 다음 3명만이 운명을 같이 하였는데 이들은 모두가 북한 공산치하에서 월남하여 언젠가는 북한에 있는 부모형제들을 구하겠다고 군문에 들어왔던 것인데 이제 북한군들에게 수도가 함락되고 국군이 비참한 패퇴를 하는 마당에 우리의 갈곳이 어데냐고 서로 논의한 끝에 자결하였다는 것이다.
한편 제13연대 3대대는 엄호부대의 임무를 마치고 야간철수를 하였는데, 다음날인 6월 29일 날이 밝을 무렵에 수색동으로 나오게 되었다.
그러나 더 이상의 부대행동이 불가능하다고 판단한 대대장 유재성 소령은 대대를 수색동 북쪽 산에 집합시켜 일방훈시로써 그간의 노고를 치하한 다음, 『지금부터 대대는 소집단으로 행동하여 시흥 방면에 집결하여야 한다.』고 강조하고 휴대무기를 그 부근에 이몰한 뒤 부대를 해산시켰다. 그리하여 자신은 몇 명의 부하와 함께 사복으로써 이 날 밤 광장교로 빠져나갔다.
또한 6월 27일 밤 금촌 북쪽에서 철수한 최병순 소령이 이끄는 15연대 5대대는 흩어진 병력을 봉일천 남쪽에서 수집하다가 7월 18일에야 능곡 부근까지 내려간 병력을 겨우 수집할 수가 있었다.
이러한 까닭으로 대대는 이날의 반격에도 제외된 채 철수도 타부대보다 빠를 수가 있었다. 이들은 이날 주간에 수색역을 거쳐 난지도로 나왔는데, 대대의 병력은 수색에서 수집한 타 부대의 병력까지를 합하여 1200명이나 되었다.
그리하여 강변에서 병력을 풀어 배를 찾게하는 한편 이 무렵 난지도내 도처에서 원인 모르게 불타고 있는 집들 주인이 없는 초가를 헐게하여 여기서 얻은 판자나 통나무 한 개씩을 전원이 갖게한 뒤 도하조를 편성하여 이날 19:00에 영등포의 염창동쪽으로 도하하였다. 그러나 판자나 통나무에 매어달린 채 건넌 관계로 대부분이 물에 떠내려가 55고지(염창동 북쪽 1.5km)아래 강변에서 상륙하였는데 개인병기는 전원이 휴대한 채 빠져나올 수가 있었다.
그리고 이밖의 부대도 6월 28일 저녁부터 6월 29일 아침사이에 행주와 이산포로 도하하였으며, 사단장 백선엽 대령도 사단 사령부와 함께 행주나루를 건너 철수하였다.
그런데 앞서 6월 27일에 사단을 방문한 김홍일 소장은 당일 육군본부에 복귀하는 즉시 제1사단의 철수문제를 총참모장 채병덕 소장에게 구신하였다는 것이다.
그러나 이무렵 북한군의 주공이 미아리 지역으로 집중되어 수도방수의 성패가 경해지간에 놓여있는 초긴박한 상황하에 몰려있었으므로 총참모장 스스로가 이에 대한 명확한 지시조차 내리지 못한채로 수원으로 후퇴한 것으로 보인다.
| 제1사단 및 중원부대의 한강도하 상황 |
| - 사단사령부 및 직할대, 제15연대본부 및 직할대 : 제1차로 행주나루터에서 대소 선박 5~6척으로 한강을 도하하여 시흥으로 철수하였다. - 서울특별연대(-), 제20연대 3대대(-) 제12연대의 일부병력 : 행주나루터에 뒤늦게 도착하여 6월 28일 저녁부터 6월 29일 밤사이에 한강을 도하하였으나 일부병력은 분산되었다. - 제13연대 : 연대 주력은 제3대대의 엄호 하에 능곡을 경유 행주나루터에서 한강을 도하하였다. 그러나 제3대대는 야간 철수중 방향을 잃고 헤매다 6월 29일 아침 수색동으로 철수하게 되었다. 이때 대대장은 대대를 해산시켜 소규모단위로 분산 철수하여 시흥에 집결하도록 지시하였다. - 제11연대 : 위전리~봉일천에서 사단주력의 철수를 엄호한 후 일산을 경유하여 이산포 나루터에서 제 12연대(-)와 기타부대의 낙오병을 수습하여 한강을 도하하였다. 그때에는 이미 김포 반도에 북한군이 진출하고 있었기 때문에 소규모단위로 분산되어 시흥과 수원으로 철수하였다. ※ 제13연대 후발대와 기타연대 낙오병 130명은 어선에 승선하여 한강 하구를 거쳐 군산으로 항해한 끝에 7월 5일 증평에서 본대와 합류하였다. - 제15연대 3대대 : 6월 28일 오후 타부대보다 한발 먼저 철수를 개시하여 수색 부근에서 낙오병을 수습해 병력이 1200명으로 증가되었다. 대대는 난지도로 건너가 초가집을 헐어서 그 목재로 뗏목을 만들어 한강을 도하, 영등포에 집결하였다. |

## 결과 및 영향
이렇듯 제1사단의 한강도하작전은 철수계획의 미비와 전면철수라는 긴박한 사태에 충격을 받은 장병들이 자제력을 잃고 동요되어 대혼란이 야기되었다.
이로 말미암아 나루터에서는 서로 먼저 선박에 타기 위해 앞을 다투게 되었고, 대안으로 건너간 후에는 배를 되돌려 보내지 않는 악순환이 되풀이되어 도하시간이 지연되었다. 설상가상으로 6월 29일부터는 김포 반도로 진출한 적이 한강을 도하한 국군을 공격하는 상황이 빈발하여 많은 피해가 있었다.
이와 같은 극한 상황 하에서 한강을 도하한 제1사단은 6월 29일부터 다시 낙오병을 수습하면서 부대정비에 착수하였으나 모든 중장비와 공용화기의 대부분을 한강 이북에 유기하였으므로 대폭적인 병력의 보충과 장비의 재보급이 없이는 전투임무를 수행하기 어려운 실정이었다.

## 참고 자료
- 용산 전쟁기념관